# Ophiothrix prostrata
Ophiothrix prostrata är en ormstjärneart som beskrevs av Jean Baptiste François René Koehler 1922. Ophiothrix prostrata ingår i släktet Ophiothrix och familjen Ophiothrichidae. Inga underarter finns listade i Catalogue of Life.